# Пивоваров, Юрий Петрович
Юрий Петрович Пивоваров (род. 20 октября 1936 года, Луганск, УССР, СССР) — советский и российский учёный, специалист в области гигиены окружающей среды и экологии человека, академик РАМН (2005), академик РАН (2013).

## Биография
Родился 20 октября 1936 года в Луганске.
В 1962 году окончил лечебный факультет 2-го Московского государственного медицинского института им. Н. И. Пирогова (сейчас это Российский национальный исследовательский медицинский университет имени Н. И. Пирогова). После окончания института поступил в аспирантуру на кафедру гигиены того же института. После окончания аспирантуры в 1965 г. с того же года работает на кафедре гигиены, пройдя путь от ассистента до заведующего кафедрой (1972—2015). Занимал должности начальника международного отдела, в 1968—1973 гг. — зам. декана вечернего отделения, в 1978—1983 гг. — декана лечебного факультета, в 1988—1997 гг. — проректора по научной работе. В настоящее время — профессор, почётный зав. кафедрой.
В 1986 году избран членом-корреспондентом АМН СССР.
В 2005 году избран академиком РАМН.
В 2013 году стал академиком РАН (в рамках присоединения РАМН и РАСХН к РАН).

## Научная деятельность
Специалист в области гигиены окружающей среды и экологии человека.
В 1966 г. защитил кандидатскую, а в 1971 г. — докторскую диссертацию.
Область научных исследований — экология человека, санитарная микробиология, гигиены окружающей среды.
Под его руководством защищено 24 докторских и более 30 кандидатских диссертации.
Автор более 350 печатных работ, в том числе 7 монографий, более 20 учебников и руководств.

## Награды
- Орден Почёта (2017)[2]
- Медаль ордена «За заслуги перед Отечеством» II степени (2007)[3]
- Заслуженный деятель науки Российской Федерации (1996)[4]